# Haftbefehl (Rapper)

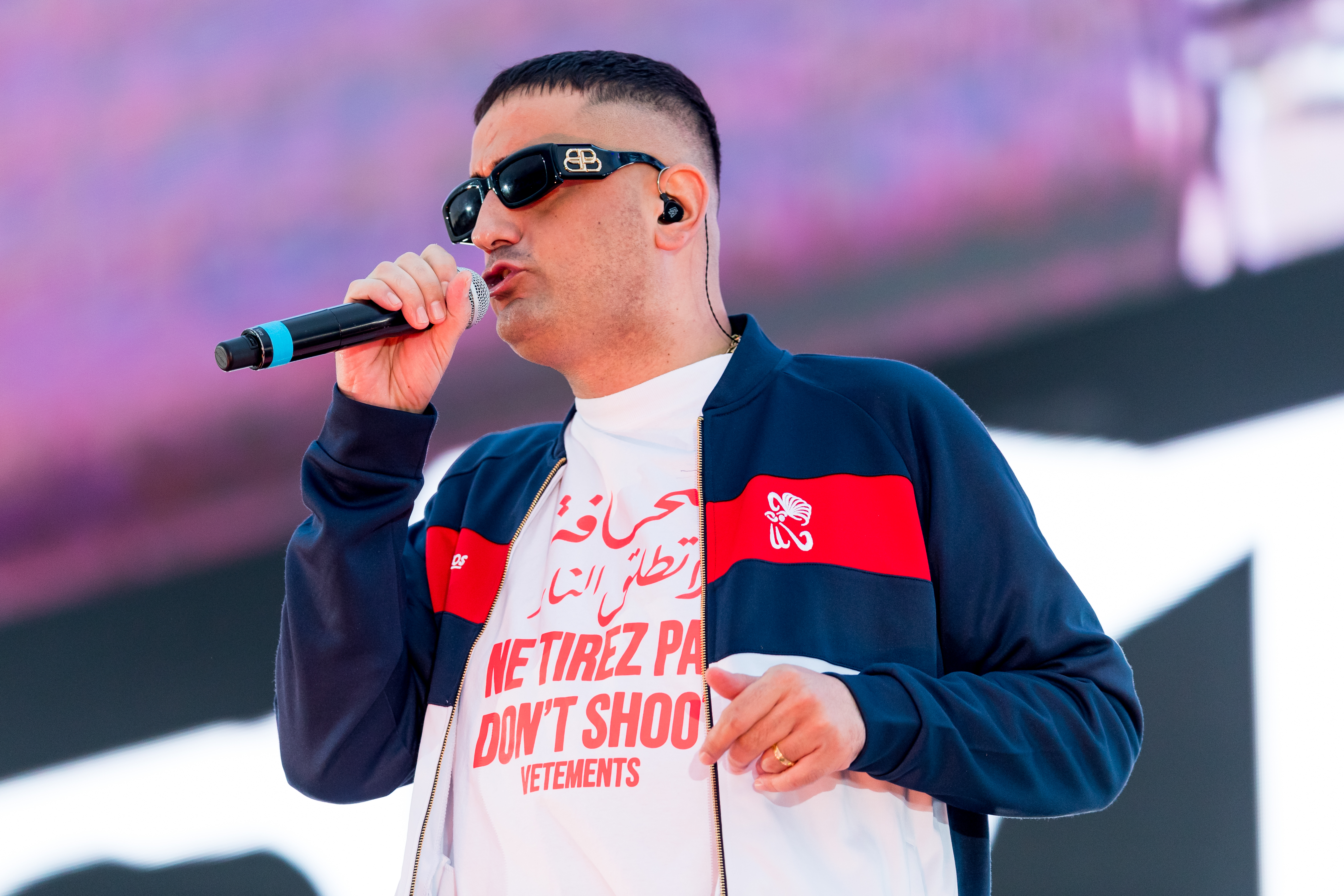
Haftbefehl beim CARStival in Mannheim (2020)

Haftbefehl (* 16. Dezember 1985 in Offenbach am Main; bürgerlich Aykut Anhan) ist ein deutscher Rapper, der bei Urban/Universal Music unter Vertrag steht.

## Persönliches
Anhan wurde als Sohn türkeistämmiger Eltern im hessischen Offenbach geboren, wo er in der Hochhaussiedlung Mainpark aufwuchs. Sein zazaisch-kurdischer Vater stammt aus der ostanatolischen Stadt Tunceli, seine türkische Mutter aus Giresun am Schwarzen Meer. Sein Vater beging Suizid, als Anhan 14 Jahre alt war. Daraufhin brach er seine Schullaufbahn ohne Abschluss ab, wurde kriminell und mit 15 Jahren das erste Mal zu Jugendarrest verurteilt.
Den Künstlernamen wählte er infolge eines im Jahr 2006 gegen ihn ausgestellten Haftbefehls wegen Drogenhandels. Nach einer Flucht in die Türkei entkam er den deutschen Behörden und lebte einige Zeit in Istanbul. Später zog er in die Niederlande, wo er in Amsterdam und bei seinem Cousin in Arnheim wohnte. Zu dieser Zeit verfasste er erste Raptexte. Wenig später kehrte er nach Deutschland in seine Heimatstadt Offenbach zurück, wo er eine Ausbildung zum Kfz-Mechatroniker begann, diese jedoch nach drei Wochen abbrach. Anschließend betrieb er ein Wettbüro in der Offenbacher Kaiserstraße und begann mit der Aufnahme seiner ersten Lieder. Er bekam anschließend seinen ersten Plattenvertrag.
Seit 2010 ist er mit der gelernten Kosmetikerin Nina liiert, seit 2016 verheiratet und hat mit ihr einen Sohn und eine Tochter. Seit 2023 lebt die Familie in Dubai.
Sein jüngerer Bruder Capo ist ebenfalls Rapper. Sein älterer Bruder Aytac wurde 2017 wegen Bankraubs zu einer vierjährigen Haftstrafe verurteilt.
Haftbefehl wurde am 16. Juli 2020 mit einer Schussverletzung in einem Darmstädter Krankenhaus behandelt. Wie es dazu kam, ist unbekannt.
2024 wurde von verschiedenen Medien darüber berichtet, dass Haftbefehl Ende Januar 2024 in einen Verkehrsunfall in Darmstadt mit anschließender Fahrerflucht involviert gewesen sein soll. Ein weißer Audi Q8 mit Dieburger Kennzeichen war mit überhöhter Geschwindigkeit durch eine Tempo-30-Zone gefahren und schließlich mit dem Schaufenster einer Baklava-Bäckerei kollidiert. Zwei Passanten wurden von dem Wagen nur knapp verfehlt; ein Kunde der Bäckerei wurde verletzt ins Krankenhaus gebracht. Der Schaden an Fahrzeug und Geschäft wurde auf mehrere zehntausend Euro geschätzt. Auf einem Überwachungsvideo ist zu sehen, wie zwei Personen aus dem Unfallwagen aussteigen und in einem wartenden Mercedes-AMG den Unfallort verlassen. Im Rahmen der anschließenden Ermittlungen sollen DNA-Spuren von Haftbefehl im Verursacherfahrzeug sichergestellt worden sein. Im Oktober 2024 wurde bekannt, dass Haftbefehl Beschuldigter des betreffenden Ermittlungsverfahrens ist und gegenüber den Ermittlungsbehörden eingeräumt hat, das Unfallfahrzeug gefahren zu haben, wobei er unter Medikamenteneinfluss gestanden haben will.

## Karriere

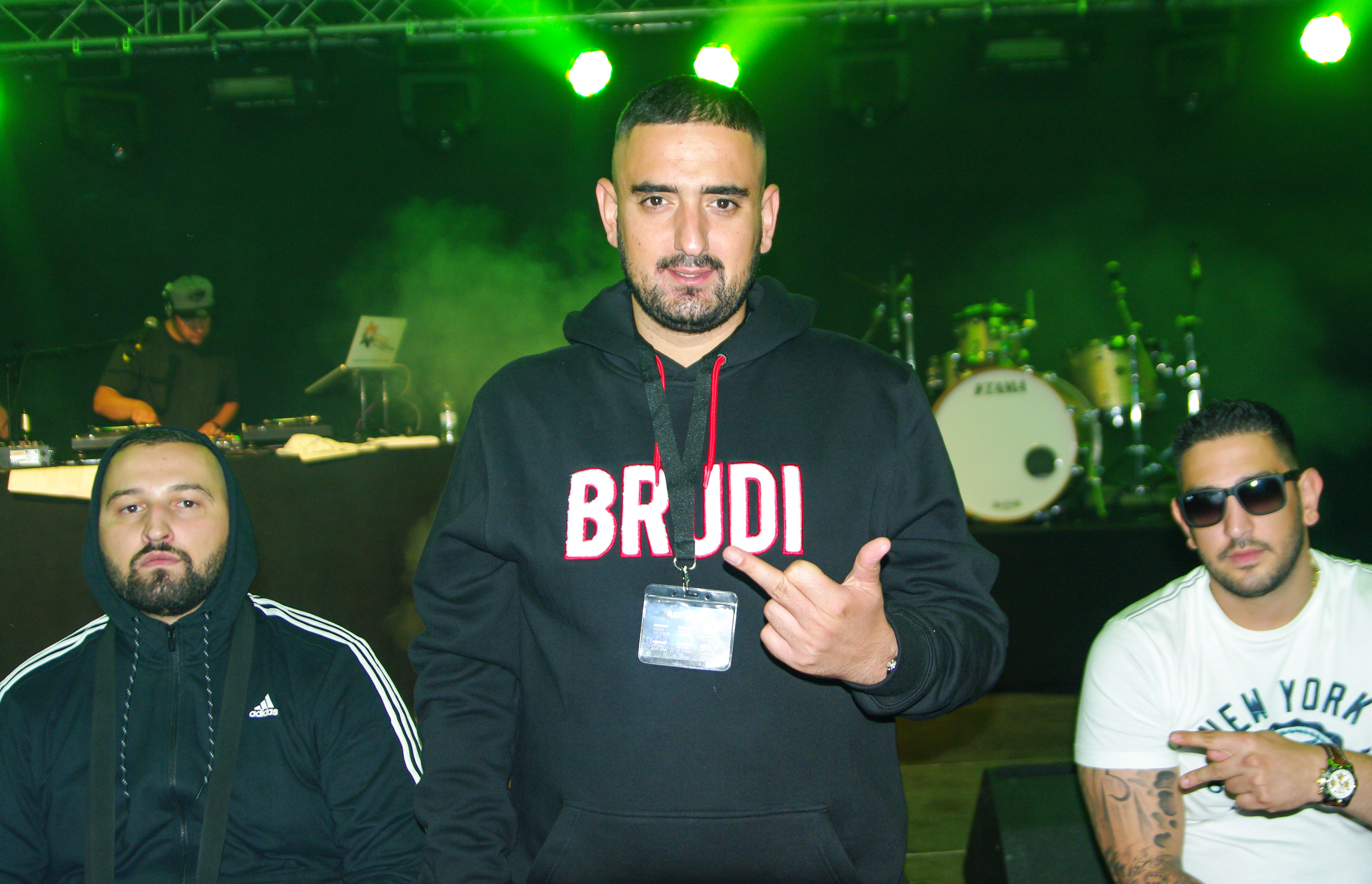
Haftbefehl auf dem Place2Be-Festival (2015)

Als der Inhaber des Labels Echte Musik, Jonesmann, die Musik von Haftbefehl hörte, war er von dessen Fähigkeiten überzeugt und nahm ihn unter Vertrag. Haftbefehl war mit acht Beiträgen an dem Label-Sampler Kapitel 1: Zeit für was Echtes beteiligt, außerdem erlangte er durch Beiträge auf dem Sampler La Connexion und auf den Soloalben von Kollegah und Manuellsen Aufmerksamkeit.
Am 29. Oktober 2010 erschien sein erstes Soloalbum Azzlack Stereotyp, das auf Platz 59 der deutschen Album-Charts einstieg. Nach der Schließung des Labels Echte Musik gründete Haftbefehl sein eigenes Label Azzlackz, bei dem neben den Frankfurtern Celo & Abdi sein Bruder Capo, Milonair, Hanybal, Dú Maroc und Veysel unter Vertrag stehen. Veysel verließ es jedoch im März 2015 wieder.
Im Frühjahr 2012 erschien Haftbefehls zweites Album Kanackiş, das die Top Ten der deutschen Album-Charts erreichte und unter anderem Gastbeiträge von Künstlern wie Jan Delay und Sido beinhaltet. Anlässlich des 15. Todestages des amerikanischen Rappers The Notorious B.I.G. veröffentlichte das splash! Magazin im Februar 2012 das Mixtape The Notorious H.A.F.T., auf dem namhafte Produzenten (z. B. Shuko, Brenk) verschiedene Acapellas von Haftbefehl im musikalischen Gewand der neunziger Jahre präsentierten.
In den Single-Charts landete Haftbefehl erstmals mit der Single Chabos wissen wer der Babo ist, die sich insgesamt acht Wochen in den Charts hielt und mit Platz 30 ihre höchste Platzierung erreichte. In der Szene wurde dem Lied durchaus größere Bedeutung zugemessen, wie an den zahlreichen Remixen und Referenzen deutlich wurde. Aber auch über die Szene hinaus hinterließ der Song und insbesondere das Wort Babo (kurdisch für Vater oder auch Chef) bleibenden Eindruck: Babo fand Eingang in die deutsche Jugendsprache und wurde im November 2013 von einer Jury unter Leitung des Langenscheidt-Verlags zum Jugendwort des Jahres 2013 gewählt.
Im September 2013 unterschrieb er einen Vertrag mit Universal Music. Für sein erstes Geld von Universal kaufte er sich einen Jaguar, obwohl er selbst keinen Führerschein besitzt. 2014 erschien sein Album Russisch Roulette. Es sei „ein beeindruckendes Werk, das zwischen einer düsteren Traurigkeit wie bei seinem Vorbild Notorious B.I.G. und überzeichneter Mafia-Rhetorik im Scarface-Stil schwankt“, urteilte Florian Lütticke von der Deutschen Presse-Agentur. Die meisten Beats auf dem Album stammen von Bazzazian (ehemals Benny Blanco). Der Juice-Redakteur Jakob Paur schrieb in seinem Review, dass „dieses Album den längst überfälligen Zeitpunkt, an dem Straßenrap auch fernab aller Genregrenzen auf künstlerischer Ebene ernstgenommen werden muss“, markiert. Er bewertete Russisch Roulette mit sechs von sechs möglichen Kronen. Somit ist das Album die genreweit erst 25. Veröffentlichung überhaupt, an die diese Höchstwertung vergeben wurde.
2015 ist Haftbefehl im Song Mama des gleichnamigen Albums von MoTrip zu hören. Nach den Single-Veröffentlichungen CopKKKilla am 1. Dezember 2015 und Depressionen im Ghetto am 16. Dezember erschien am 18. Dezember Haftbefehls Mixtape Unzensiert. Den Release kündigte er wenige Stunden zuvor auf dem Soundclash, den er gegen Sido bestritt, an.
Am 12. August 2016 erschien das Kollabo-Album Der Holland Job mit Xatar. Auf dem ebenfalls im August 2016 erschienenen Album Advanced Chemistry der Hamburger Band Beginner ist er zudem im Song Macha Macha zu hören.
In der Dezember 2018 erschienenen Netflix-Serie Dogs of Berlin hatte Haftbefehl einen Cameoauftritt.
Ein Konzert am 7. August 2022 in einem Mannheimer Club musste nach wenigen Sekunden auf der Bühne abgebrochen werden, nachdem Haftbefehl ins Taumeln geriet. Das Konzert sollte ursprünglich bereits am 20. Juli stattfinden und musste damals aus „gesundheitlichen Gründen“ verschoben werden. Haftbefehl gab später an, zu dieser Zeit täglich „50 Flaschen Lachgas“ für sich verwendet zu haben.

## Stil und Inhalt
Ein zentrales Kennzeichen ist sein Akzent, der unter anderem dadurch charakterisiert ist, dass der Konsonant H von Haftbefehl häufig als stimmloser velarer Frikativ, also wie das ch im deutschen Wort Bach ausgesprochen wird.
Ein weiteres Charakteristikum seiner Vortragsweise ist, dass seine Texte zahlreiche dem Türkischen, Arabischen, Kurdischen und der Zaza-Sprache entnommene Vokabeln enthalten und teilweise auch entsprechende Satzstrukturen aufweisen. Der Reimstil und Flow von Haftbefehl orientiert sich in erster Linie am US-amerikanischen Gangsta-Rapper The Notorious B.I.G., was sich in der Verwendung von übergehenden Reimen, Mittenreimen und Binnenreimen bemerkbar macht.
Inhaltlich behandeln die Texte von Haftbefehl meist das Leben im kleinkriminellen Milieu (z. B. in Ich nehm’ dir alles weg oder Psst!). So rappt Haftbefehl beispielsweise detailliert über die Herstellung und den Verkauf von Drogen sowie über die Anwendung von Waffengewalt, wobei er eine ambivalente Meinung über das Leben als Krimineller zu transportieren scheint und sowohl die Vorteile, als auch die Nachteile eines derartigen Lebensstils in seinen Liedern behandelt. Andere Themen in den Texten des Rappers sind die Diskriminierung von Migranten in Deutschland (Generation Kanack mit Manuellsen) und das Leben in sozial schwachen Bezirken (Glaub an den Herrn mit Manuellsen, Sommernacht in Offenbach).

## Kritik
Die Tageszeitung Die Welt kritisierte Haftbefehl wegen einiger antisemitischer Textstellen wie „ticke Kokain an die Juden von der Börse“ (aus dem Lied Psst), des Lieds Free Palestine sowie eines Auftritts in einem Video, wo einer seiner Mitstreiter mit einer Bazooka-Attrappe in der Hand Freiheit für Palästina forderte. Zudem kritisierte der Welt-Artikel auch weitere Aussagen der von ihm unter Vertrag genommenen Rapper Celo & Abdi. Haftbefehl gebe aber auch zu verstehen, dass er jede Kultur respektiere und nichts „gegen Juden habe“. Weitere Kritik kam von Marcus Staiger, der in einem Artikel für die Zeitschrift Spex ebenfalls aus Free Palestine zitierte und gleichzeitig darauf aufmerksam machte, dass Haftbefehl „sich gern als jüdischer Teppichhändler Jakob Goldstein ausgibt, um bei der Zimmerreservierung in Hotels eine bevorzugte Behandlung zu bekommen“. Diese Witze seien „im Verein mit einer Fangemeinde, die gerne nach einfachen Lösungen sucht, (…) eben ganz und gar nicht ungefährlich“. Kritik wurde auch an der dauerhaften Erwähnung des Namens der jüdischen Familie Rothschild im Lied Haram para geübt. In einem im April 2021 veröffentlichten Interview mit dem Magazin Der Spiegel distanzierte sich Haftbefehl deutlich von den von ihm in der Vergangenheit geäußerten Verschwörungstheorien und entschuldigte sich.

## Diskografie
Studioalben

| Jahr | Titel              | Höchstplatzierung, Gesamtwochen, AuszeichnungChartplatzierungen (Jahr, Titel, Platzierungen, Wochen, Auszeichnungen, Anmerkungen) | Höchstplatzierung, Gesamtwochen, AuszeichnungChartplatzierungen (Jahr, Titel, Platzierungen, Wochen, Auszeichnungen, Anmerkungen) | Höchstplatzierung, Gesamtwochen, AuszeichnungChartplatzierungen (Jahr, Titel, Platzierungen, Wochen, Auszeichnungen, Anmerkungen) | Anmerkungen                                                 | [↑]: gemeinsam behandelt mit vorhergehendem Eintrag; [←]: in beiden Charts platziert |
| Jahr | Titel              | DE | AT | CH | Anmerkungen                                                 |                                                                                      |
| ---- | ------------------ | --- | --- | --- | ----------------------------------------------------------- | ------------------------------------------------------------------------------------ |
| 2010 | Azzlack Stereotyp  | DE59 (1 Wo.)DE | — | — | Erstveröffentlichung: 29. Oktober 2010                      |                                                                                      |
| 2012 | Kanackiş           | DE10 (2 Wo.)DE | AT36 (1 Wo.)AT | CH12 (4 Wo.)CH | Erstveröffentlichung: 10. Februar 2012                      |                                                                                      |
| 2013 | Blockplatin        | DE4 (5 Wo.)DE | AT6 (3 Wo.)AT | CH7 (3 Wo.)CH | Erstveröffentlichung: 25. Januar 2013; indiziert            |                                                                                      |
| 2013 | Platinblock        | DE80 (1 Wo.)DE[AT: ↑][CH: ↑] | AT6 (3 Wo.)AT | CH7 (3 Wo.)CH | Neueinspielung: 25. April 2024                              |                                                                                      |
| 2014 | Russisch Roulette  | DE4 Gold · (10 Wo.)DE | AT10 (1 Wo.)AT | CH7 (3 Wo.)CH | Erstveröffentlichung: 28. November 2014 Verkäufe: + 100.000 |                                                                                      |
| 2020 | Das weiße Album    | DE4 (7 Wo.)DE | AT6 (3 Wo.)AT | CH5 (4 Wo.)CH | Erstveröffentlichung: 5. Juni 2020                          |                                                                                      |
| 2021 | Das schwarze Album | DE7 (5 Wo.)DE | AT6 (3 Wo.)AT | CH14 (4 Wo.)CH | Erstveröffentlichung: 29. April 2021                        |                                                                                      |
| 2022 | Mainpark Baby      | DE5 (7 Wo.)DE | AT22 (2 Wo.)AT | CH14 (5 Wo.)CH | Erstveröffentlichung: 1. Dezember 2022                      |                                                                                      |

## Auszeichnungen
Hiphop.de Awards
- 2010: „Bester Newcomer national“[35]

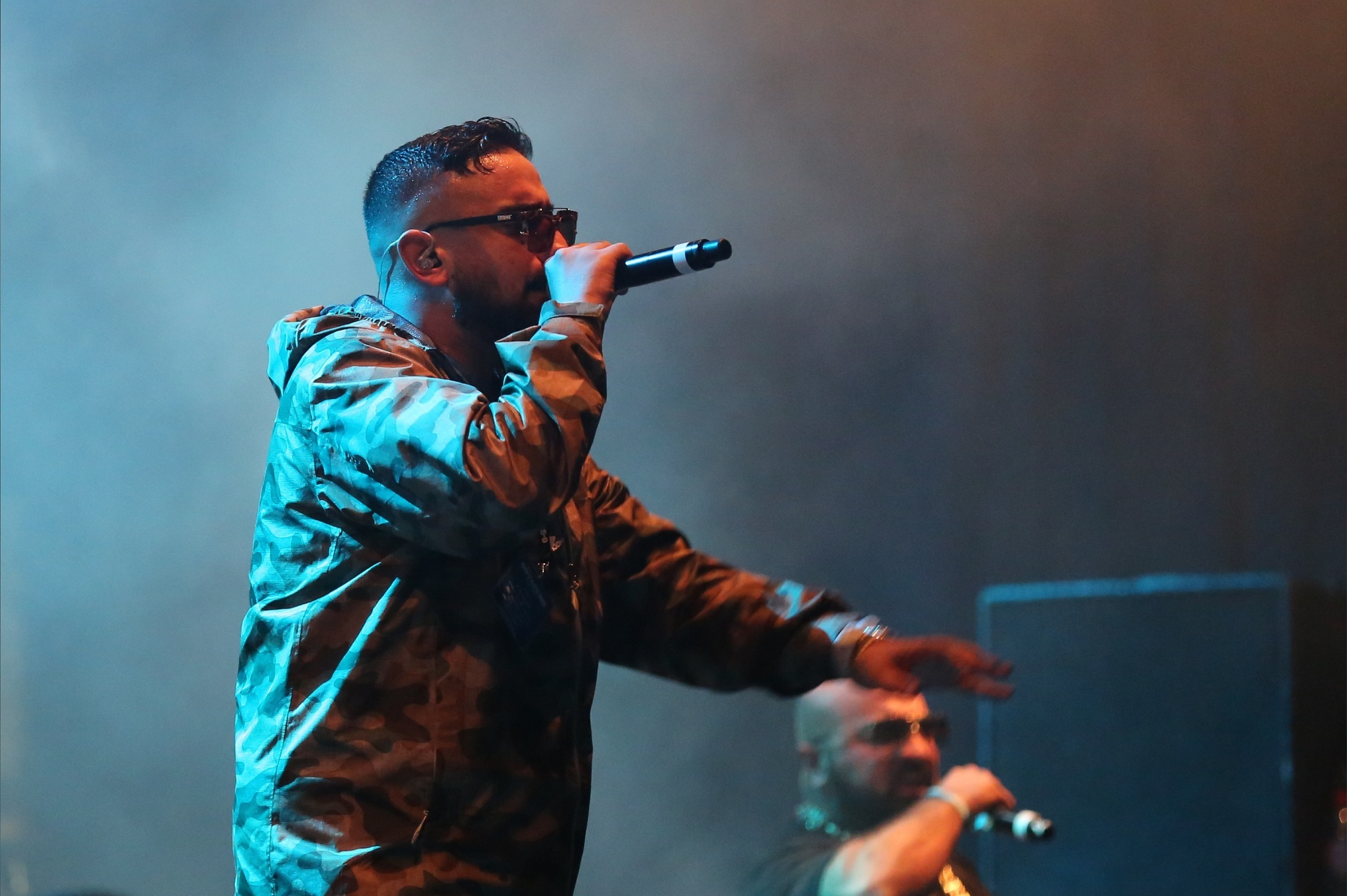
Haftbefehl beim Out4Fame-Festival 2016

- 2011: „Beste Kollaboration“ (mit Kollegah & Farid Bang)[36]
- 2012: „Beste Punchline“ für Chabos wissen wer der Babo ist („Muck bloß nicht uff hier, du Rudi“)[37]
- 2014: „Bester Rap-Solo-Act national“[38]
- 2014: „Bestes Release national“ für Russisch Roulette[38]
- 2014: „Bestes Video national“ für Ihr Hurensöhne/Saudi Arabi Money Rich[38]
- 2021: „Bester Rap-Solo-Act national“[39]
- 2021: „Bestes Album national“ für Das schwarze Album[39]

Juice Magazin
- 2014: 6 Kronen für Russisch Roulette